# Словесные названия российского оружия/Ф
Словесные названия российского оружия
А
Б
В
Г
Д
Е
Ё
Ж
З
И
К
Л
М
Н
О
П
Р
С
Т
У
Ф
Х
Ц
Ч
Ш
Щ
Э
Ю
Я
- «Фаворит» — ЗРК С-300ПМУ-2 [SA-20 Gargoyle]
- «Фаворит» — мини БПЛА
- «Фагот» — переносной ПТРК 9К111 [AT-4 Spigot]
- «Фаза» — подвижная радиотрансляционная линия РЛ-30 (1РЛ51М)
- «Фазан» — подвижная наземная командно-измерительная система 14Н90-05
- «Фазом» — авиационная подвесная/встроенная бортовая РЛС
- «Факел» — светошумовая граната
- «Факел» — прибор бесшумной стрельбы ТКБ-069 к ГМ «Искра»
- «Факел» — РЛК палубного самолёта ДРЛО Як-44Э
- «Факел» — корабельный КВ радиопередатчик Р-638-2-1
- «Фактория» — переносной ПТРК 9К111М
- «Фаланга» — ПТРК 2К8 (3М11) [AT-2 Swatter]
- «Фаланга» — 9-мм бронебойный патрон ПФАМ (для пистолета «Дятел»)
- «Фаланга» — комплекс воздушной мишени
- «Фальцет» — АСУ артиллерии 1В12М
- «Фантасмагория» — авиационная станция целеуказания
- «Фантаст» — радиовысотомер малых и больших высот А-075
- «Фара» — портативная РЛС ближней разведки СБР-3 (1РЛ136)
  - «Фара-1»
  - «Фара-ПВ»
  - «Фара-ВР» — портативная РЛС ближней разведки модифицированная с панорамным индикатором
- «Фара» — (Р-380) узел управления средствами помех КВ радиосвязи
- «Фараон» — перспективная бортовая РЛС заднего обзора
- «Фартук» — магнитная приёмная антенна
- «Фасоль» — авиационная станция РЭБ СПС-5
- «Фаста» — опорно-пусковая установка ПЗРК
- «Фата» — 240-мм специальная (ядерная) мина для миномётов 52-М-864, 2С4
- «Фауна» — перископический лазерный дальномер ПЛД-1 (1Д14)
- «Федерал-М» — бронированный автомобиль, развитие идеи Урал-432009
- «Феникс» — КА детальной фоторазведки 11Ф624 («Янтарь-2К»)
- «Феникс» — оптико-электронная станция кругового обзора
- «Феникс» — гидроакустическая станция
- «Феникс» — шумопеленгаторная станция кругового обзора МГ-10 для ПЛ
- «Фиалка» — 122-мм самоходная гаубица 2С2 (не серийная)
- «Фиалка» — аппаратура ЗАС М-125
- «Фианит» — телеграфный комплекс
- «Фидин» — пассивный радиолокационный пеленгатор на Су-24
- «Физик» — универсальная глубоководная самонаводящаяся торпеда УГСТ
- «Фикус» — авиационная аппаратура РЭБ
- «Фикус» — дальномер артиллерийский квантовый ДАК-2М (1Д11М)
- «Филин» — тактический ракетный комплекс 2К4
- «Филин» — пассивный радиолокационный пеленгатор (авиационный)
- «Филин» — авиационная станция взаимодействия с ГСН
- «Филин» — БПЛА радиотехнической разведки (модификация Ту-300)
- «Филин» — БПЛА вертолётного типа
- «Филин» — авиационная прицельно-поисковая система
- «Филин» — ночной разведывательный вертолёт Ми-4Н [Hound]
- «Фильтр» — авиационная бортовая УКВ радиостанция для ретрансляции Р-823
- «Финист» — лёгкий патрульный самолёт для погранвойск СМ-92П
- «Фитафтора» — эксплуатационно-ремонтная аппаратура РЭБ Л-075
- «Флаг» — корабельный РЛК МР-800
- «Флагман» — КШМ
- «Фламинго» — большой гидрографический катер пр.14156
- «Флейта» — боевая машина с ПТУР 9П137
- «Флер» — стационарная автоматизированная система охраны
- «Флокс» — стационарный металлоискатель
- «Фобос» — станция спутниковой связи Р-440ДБ
- «Фон» — авиационный лазерный дальномер
- «Фон» — проект двухэшелонной системы ПРО с элементами космического базирования
- «Фонтан» — серия устройств для локализации взрыва
- «Формат» — проявочная машина для позитивных фотоматериалов К1-87П3
- «Форос» — быстроходный патрульный катер
- «Форпост» — КА военной связи 11Ф626 («Стрела-2М»)
- «Форпост» — БПЛА
- «Форт» — корабельный ЗРК С-300Ф [SA-N-6 Grumble]
- «Форт» — 9-мм пистолет
- «Форт» — комплекс средств криптографической защиты информации М-484
- «Фортуна» — телеграфный комплекс
- «Форум» — корабельная РЛС обнаружения воздушных целей
- «Фосфор» — всплывающее буксируемое антенное устройство К-689 для ПЛ
- «Фот» — оптическая прицельная станция АУ «Рой»
- «Фотон» — лазерный бинокль-дальномер
- «Фотон» — автоматический космический комплекс
- «Фотон» — оптический измерительно-испытательный комплекс
- «Фотохроника» — тропосферная радиостанция Р-410М1
- «Фракция» — авиационная оптико-электронная система высокого разрешения
- «Фрам» — КА фоторазведки 11Ф635 («Зенит-4МКТ»)
- «Фрегат» — универсальный разгонный блок 14С44 для РН
- «Фрегат» — большой противолодочный корабль проекта 1155 [Udaloy]
- «Фрегат» — морской спасательный самолёт Ту-16С
- «Фрегат» — авиасбрасываемый спасательный катер
- «Фрегат» — корабельная РЛС МР-700
  - «Фрегат-М» — трёхкоординатная РЛС корабельного базирования МР-710М
  - «Фрегат-М1»
  - «Фрегат-М2»
  - «Фрегат-М2ЭМ»
  - «Фрегат-МА» — трёхкоординатная РЛС с фазированной антенной решёткой
  - «Фрегат-МА1»
  - «Фрегат-МАЭ» — трёхкоординатная РЛС с фазированной антенной решёткой
- «Фрегат» — корабельная аппаратура опознавания
- «Фрегат» — радиостанция СДВ-диапазона Р-826ПЛ (Ту-142МР)
- «Фрегат-Корвет» — корабельная аппаратура безбатарейной телефонной связи П-452
- «Фтор» — разведывательная аппаратура на КА «Гектор»
- «Фугас» — проект атомного ракетного крейсера пр.1165
- «Фуи» — корабельная РЛС управления стрельбой
- «Фумигатор» — станция радиоэлектронного противодействия
  - «Фумигатор-ФПВ»
  - «Фумигатор-БПЛА»
- «Фундамент» — ряд комплексов средств автоматизации радиотехнических формирований
- «Фуникулер» — комплекс средств автоматизации управления огнём самоходной артиллерии 1В12М1
- «Фургон» — РЛС П-14Ф (1РЛ113Ф)
- «Фуркс» — корабельная РЛС
- «Фуркэ» — РЛС 5П27М
- «Фурнитура» — специальный водолазный комплекс
- «Фут» — корабельная РЛС обнаружения воздушных целей
- «Фут» — корабельный ПУС